# Kurt Carel
Kurt Carel (* 15. November 1928) ist ein ehemaliger deutscher Fußballspieler und späterer -trainer.

## Spielerlaufbahn in Essen und Duisburg
Zu Beginn seiner Laufbahn spielte Carel für den Essener Verein SpVg Schonnebeck. Spätestens 1950 gelang ihm die Aufnahme in den Kader der benachbarten Sportfreunde Katernberg, die in der Oberliga West antraten. Diese stellte im damals regional begrenzten Ligensystem die höchste Spielklasse dar. Bei Katernberg war Carel zeitweise ein Mannschaftskollege des späteren Weltmeisters Helmut Rahn und kam schon in der Anfangszeit zu regelmäßigen Einsätzen. Im Lauf der Zeit wurde der Stürmer zum festen Leistungsträger und regelmäßigen Torschützen, was das Interesse anderer Vereine weckte. Nach dem Abstieg der Grün-Weißen vom Stadion Am Lindenbruch nach der Saison 1952/53 mit Mannschaftskollegen wie Torhüter Heinz Kubsch, Verteidiger Helmut Penting und Halbstürmer Willi Vordenbäumen in die 2. Liga West, stürmte Carel 1953/54 für eine Runde in der Zweitklassigkeit und belegte mit den Sportfreunden den sechsten Rang. In 30 Ligaspielen hatte er 25 Tore erzielt und damit in der Torschützenliste den dritten Rang belegt.
Im Sommer 1954 wurde er vom Meidericher SV verpflichtet, dagegen ging dessen ebenfalls interessierter Stadtrivale Duisburger Spielverein leer aus. Beim ebenfalls erstklassig spielenden MSV gehörte er anfangs zumeist der ersten Elf an und trat in der Spielzeit 1954/55 zudem sechs Mal als Torschütze in Erscheinung. 1955 musste er den Abstieg in die 2. Liga West hinnehmen, büßte in dieser seinen Stammplatz ein und spielte nach dem direkten Wiederaufstieg im Jahr 1956 innerhalb der Mannschaft kaum noch eine Rolle. Insgesamt hatte er für Meiderich insgesamt 40 Erst- und Zweitligapartien mit zwölf Toren bestritten, ehe er 1958 zum Duisburger Stadtrivalen Hamborn 07 wechselte. Mit diesem stieg er ein Jahr darauf, 1958/59, als Meister der 2. Liga West – Carel kam auf 22 Ligaspiele mit sieben Toren und Mittelstürmer Horst Jesih auf 26 Einsätze mit 27 Toren – in die Oberliga auf und gehörte der Mannschaft anschließend noch bis 1961 an. Wenig später wurde er in die Altherrenmannschaft des Meidericher SV aufgenommen.
Im Spielerlexikon werden für Carel bei den Vereinen Sportfreunde Katernberg, Meidericher Spielverein und Sportfreunde Hamborn 07 insgesamt 86 Spiele in der Fußball-Oberliga West mit 25 Toren notiert.

## Laufbahn als Trainer
Nach dem Ende seiner Karriere als Spieler kehrte er zu seinem später in MSV Duisburg umbenannten Ex-Verein aus Meiderich zurück, um bei diesem als Jugendtrainer zu arbeiten. Mit seinen Mannschaften war er mehrmals überregional erfolgreich und verhalf verschiedenen Spielern zum Sprung in den Profifußball. Des Weiteren wirkte er als Trainer beim VfB Marathon Remscheid. Mit diesem schaffte er den Einzug ins Finale der deutschen Amateurmeisterschaft 1968, in dem sich seine Mannschaft mit 5:3 nach Verlängerung gegen den FC Wacker München durchsetzen konnte.